# Лудвиг Тик
Вижте пояснителната страница за други личности с името Тик.
Йохан Лудвиг Тик (на немски: Johann Ludwig Tieck) е германски писател, поет, драматург и преводач. През 1792 – 1795 г. следва в университетите в Хале, Ерланген и Гьотинген. Член е на немския литературен кръжок на романтиците. Близък приятел с Новалис. Превежда в 4 тома „Дон Кихот“ на Мигел де Сервантес и помага на Аугуст Вилхелм Шлегел в превода на драми от Шекспир. Лудвиг Тик е автор на романи, приказки и театрални пиеси.

## Съчинения
Романи
- William Lovell (1793-96)
- Der Blonde Eckbert (1796)
- Franz Sternbalds Wanderungen (1798)
- Der Tod des Dichters (1833)
- Des Lebens Überfluss (1839)
- Vittoria Accorombona (1840)

Разкази
- Phantasus (1812-16), сборник с приказки

Театър
- Fortunat, 1816
- Leben und Tod der heiligen Genoveva 1800
- Kaiser Octavianus, 1804
- Der gestiefelte Kater, 1797
- Die verkehrte Welt, 1798
- Prinz Zebrino, 1799

## За него
- Armin Gebhardt, Ludwig Tieck. Leben und Gesamtwerk des „Königs der Romantik“, Marburg: Tectum 1998, ISBN 978-3-8288-9001-5
- Thomas Ziegner, Ludwig Tieck. Proteus, Pumpgenie und Erzpoet. Leben und Werk, Frankfurt am Main: R. G. Fischer 1990. ISBN 3-89406-118-9
- Klaus Rek, Das Dichterleben des Ludwig Tieck. Biographie, Berlin: Unabhängige Verlagsbuchhandlung Ackerstraße 1991, ISBN 3-86172-018-3
- Roger Paulin, Ludwig Tieck. Eine literarische Biographie, München: Beck 1988, ISBN 3-406-33199-8
- Klaus Günzel, König der Romantik. Das Leben des Dichters Ludwig Tieck in Briefen, Selbstzeugnissen und Berichten, Berlin: Verlag der Nation 1981, ISBN 3-8052-0344-6
- Rudolf Köpke, Ludwig Tieck. Erinnerungen aus dem Leben des Dichters nach dessen mündlichen und schriftlichen Mittheilungen, 2 Bde., Leipzig: Brockhaus 1855